# Кривци
Кривци (мкд. Кривци) су насељено место у Северној Македонији, у крајње западном делу државе. Кривци припадају општини Дебар.

## Географија
Насеље Кривци је смештено у крајњем западном делу Северне Македоније, на самој граници са Албанијом (2,5 km северозападно од насеља). Од најближег већег града, Дебра, насеље је удаљено 3 km северно.
Кривци се налазе у горњем делу историјске области Дебар. Село је положено на источном ободу плодног Дебарског поља, које прави река Црни Дрим, после истока из Дебарског језера. Источно од насеља се издиже планина Дешат. Надморска висина насеља је приближно 720 метара.
Клима у насељу, и поред знатне надморске висине, није планинска, већ је пре блажа, жупна клима.

## Становништво
По попису становништва из 2002. године Кривци су имали 9 становника.
Претежно становништво у насељу су данас Албанци (100%), а некад су били македонски Словени православне и исламске вероисповести.
Већинска вероисповест у насељу је ислам.